# Apparently Unaffected
Apparently Unaffected är ett musikalbum från 2005 av den norska singer/songwritern Maria Mena.

## Låtlista
1. Internal Dialogue
2. This Bottle Of Wine
3. Miss You Love
4. Boytoy Baby
5. If You’ll Stay In My Past 1
6. He’s Hurting Me
7. Just Hold Me
8. Long Time Coming
9. If You’ll Stay In My Past 2
10. Nevermind Me
11. These Shoes
12. Our Battles
13. Calm Under The Waves
14. If You’ll Stay In My Past 3